# Павельев, Александр Николаевич
Александр Николаевич Павельев (род. 30 июля 1987) — российский легкоатлет, специалист по стипль-чезу. Выступал на профессиональном уровне в 2008—2016 годах, чемпион Европы среди молодёжи, победитель и призёр первенств всероссийского значения. Представлял Москву и Воронежскую область. Мастер спорта России международного класса. Тренер по лёгкой атлетике.

## Биография
Александр Павельев родился 30 июля 1987 года. Начал заниматься лёгкой атлетикой в 2004 году, проходил подготовку под руководством таких специалистов как Г. Н. Германов, Е. Г. Германов, Е. И. Подкопаева, С. Д. Епишин.
Дебютировал на крупных всероссийских соревнованиях в сезоне 2008 года, когда пробежал 5000 метров на зимнем чемпионате России в Москве. Позднее в беге на 3000 метров с препятствиями финишировал шестым на молодёжном всероссийском первенстве в Челябинске, седьмым на Кубке России в Туле, превзошёл всех соперников на Мемориале Владимира Куца в Москве.
В 2009 году после победы на молодёжном чемпионате России в Казани вошёл в состав российской сборной и выступил на молодёжном европейском первенстве в Каунасе, где в программе стипль-чеза с результатом 8:40.55 завоевал золотую награду.
В 2010 году среди прочего с московской командой одержал победу в эстафете 4 × 1500 метров на чемпионате России по эстафетному бегу в Сочи.
В 2011 году на чемпионате России в Чебоксарах с личным рекордом 8:32.61 занял четвёртое место в беге на 3000 метров с препятствиями (впоследствии в связи с допинговой дисквалификацией победившего Ильдара Миншина поднялся в итоговом протоколе до третьей бронзовой позиции). Также в этом сезоне получил серебро на Кубке России в Ерино и показал восьмой результат на Мемориале братьев Знаменских в Жуковском.
В 2012 году выиграл зимний чемпионат России в Москве в дисциплине 2000 метров с препятствиями, показав при этом лучший результат за всю историю соревнований — 5:25.33.
В 2015 году в стипль-чезе был третьим на Кубке России в Ерино и девятым на чемпионате России в Чебоксарах.
В 2016 году отметился выступлением на зимнем чемпионате России в Москве и на летнем чемпионате России в Чебоксарах, после чего завершил спортивную карьеру.
За выдающиеся спортивные достижения удостоен почётного звания «Мастер спорта России международного класса» (2009).
Окончил факультет физической культуры и спорта Воронежского государственного института физической культуры (2009).
Впоследствии работал частным тренером по бегу в Москве, тренировал детей в Спортивной школе олимпийского резерва «Москвич».